# (6703) 1988 CH
A (6703) 1988 CH a Naprendszer kisbolygóövében található aszteroida. Masaru Arai és Hiroshi Mori fedezte fel 1988. február 10-én.